# Maureen Gardner
Maureen Gardner (Oxford, Reino Unido, 12 de noviembre de 1928-2 de septiembre de 1974), también llamada Maureen Dyson, fue una atleta británica, especialista en la prueba de 80 m vallas en la que llegó a ser subcampeona olímpica en 1948.

## Carrera deportiva
En los JJ. OO. de Londres 1948 ganó la medalla de plata en los 80 m vallas, con un tiempo de 11.2 segundos, llegando a meta tras la neerlandesa Fanny Blankers-Koen (oro con 11.2 s) y por delante de la australiana Shirley Strickland (bronce con 11.4 segundos).